# 西南鬼灯檠
西南鬼灯檠（学名：Rodgersia sambucifolia）为虎耳草科鬼灯檠属下的一个种。

## 扩展阅读
- 維基物種上的相關：西南鬼灯檠